# روبرت إينمان
روبرت إينمان (بالإنجليزية: Robert Inman)‏ (13 يونيو 1931 - 20 نوفمبر 2006)؛ صحفي وروائي أمريكي.